# NGC 6067
NGC 6067 је расејано звездано јато у сазвежђу Угломер које се налази на NGC листи објеката дубоког неба.
Деклинација објекта је - 54° 13' 8" а ректасцензија 16h 13m 10,9s. Привидна величина (магнитуда) објекта NGC 6067 износи 5,6. NGC 6067 је још познат и под ознакама OCL 953, ESO 178-SC12.